# Довіра (політична партія)
Довіра — політична партія, яка створена на основі депутатської групи «Довіра», голова партії  -  Олена Київець, лідер партії - Олег Кулініч.

## Історія
12 червня 2020 року зареєстровано партію «Довіра». В 2019 році у Верховній Раді створено депутатську групу "Довіра", до складу якої ввійшли 17 мажоритарників. Очільником групи обрано Олега Кулініча, а його заступником – Валерія Лунченка. Депутатська група складається переважно з колишніх депутатів з БПП, "Народного фронту", представників партії "Наш край", екс-регіоналів та депутата від "Самопомочі".

### Місцеві вибори 2020
За результатами місцевих виборів 2020 року партія отримала 16 (з 84) місць в Полтавській обласній раді, набравши 17,17 % виборців. Також 20 кандидатів від партії перемогли на виборах голів громад, що становить близько третини громад всієї Полтавської області.
Окрім цього має 6 (з 64) місць в Тернопільській обласній раді.

## Скандали
22 липня 2025 року партія переважною більшістю (з 19 депутатів 17 за, 2 відсутні) проголосувала за проєкт закону 12414, що обмежує Національне антикорупційне бюро України та Спеціалізовану антикорупційну прокуратуру. Закон викликав хвилю загальноукраїнських антикорупційних протестів.